# Александрова, Елена Андреевна
Еле́на Андре́евна Алекса́ндрова (род. 6 апреля 1975, Москва) — биолог, миколог, научный журналист, издатель. С 2003 года — игрок в телевизионную версию «Что? Где? Когда?». Предприниматель (торговля грибной продукцией).

## Биография
Родилась 6 апреля 1975 года, в Москве, окончила биологический факультет МГУ имени М. В. Ломоносова, кафедра микологии и альгологии (грибы и водоросли). Работала в институте Микробиологии РАН (кафедра микологии), издательстве Альпина Паблишер, журнале «Арктика». В 2012 году разработала первую российскую синтетическую трюфельную эссенцию. С 2019 года — сооснователь компании Fungiline, c 2020 года — издательства «Био-пресс».

## Семья
- Родители:
  - Отец — кандидат физико-математических наук Александров Андрей Алексеевич;
  - Мать — кандидат технических наук Александрова Ирина Алексеевна.
- Старшая сестра — Александрова Наталья Андреевна
- Первый муж — Поташёв Максим Оскарович.
  - Дети: близнецы Роман и Андрей (от брака с Поташёвым).
- Второй муж — Вишневский Михаил Владимирович. 
  - Дети: Василиса, Ян.

## «Что? Где? Когда?»
В «Что? Где? Когда?» пришла в 1999 году, сразу в команду московской высшей лиги, после этого играла в команде Михаила Смирнова, затем в команде Максима Поташева «Афина» (2000—2009). Свою первую игру в телеклубе «Что? Где? Когда?» сыграла в 2003 году (игра победителей Чемпионата Мира по Что? Где? Когда?, затем играла в команде Валентины Голубевой в 2005 году и команде Максима Поташева. С 2010 года играет в команде Андрея Козлова. В 2016 году сыграла капитаном команды «Хрустальных атомов». Обладательница четырёх «Хрустальных атомов». Обладательница «Хрустальной совы» (осень 2021).

## Достижения
В спортивной версии игры «Что? Где? Когда?» имеет следующие основные достижения:
- чемпион мира 2003 года.
- чемпион России (2001, 2008 годов)

Участвовала в программе «Кто хочет стать миллионером?» (в паре с Михаилом Дюбой, выигрыш 400 000 рублей — эфир 22 июля 2017)